# Manel Navarro Quesada
Manel Navarro Quesada   (Sabadell, 7 de març de 1996) és un cantant, guitarrista i compositor català. Té contracte amb la discogràfica Sony Music. Va representar Espanya al Festival de la Cançó d'Eurovisió 2017 (celebrat a Kíev, Ucraïna) amb el tema Do it for your lover. Va quedar en última posició després de fer un gall durant la seva actuació.

## Biografia

### Inici i debut professional
Des de petit es va interessar per la música. Els seus referents musicals són Ed Sheeran, The Rolling Stones i el DJ Kygo, entre d'altres. Va ser el seu pare qui li va regalar la seva primera guitarra als 14 anys.
Com a gèneres musicals referents són el pop i el tropical house. També s'inspira en la música de James Bay, Ben Howard, Hozier o Passenger, tots ells de tradició britànica amb cançons en anglès. Inicià la seva carrera en solitari com a amateur penjant verisons a les seves xarxes socials.
El 2014 es va donar a conèixer després de guanyar la segona edició del concurs autonòmic per a joves talents musicals "Teen Star" amb la seva versió acústica de Hold on, we're going home, del canadenc Drake, que li va permetre firmar el seu primer contracte discogràfic amb TeenStarRecords i, uns mesos després, fitxar per la mateixa agència que va impulsar grups com Auryn i Sweet California, banda a la qual va acompanyar en la seva anterior gira, "Wonder Tour", com a teloner. Així doncs, va gravar el seu primer tema debutant com a compositor, titulat Brand new day.
El 2016 va firmar amb la seva actual discogràfica, Sony Music Entertainment (SME) i va llançar el primer single, Candle. El gener de 2017 va llançar el segon single, Do it for your lover, un tema pop compost també per ell mateix, amb el qual va entrar a la llista de Los 40 Principales, de manera que va assolir el lloc número 34 i va passar a ser considerat com una de les figures emergents del 2017.

### Festival de la Cançó d'Eurovisió 2017
El 12 de gener va ser seleccionat a Eurocasting, com a finalista d'Objetivo Eurovisión, per representar a Espanya a Festival d'Eurovisió 2017 a la ciutat de Kíev (Ucraïna) juntament amb Paula Rojo, Mario Jefferson, Maika Barbero, Mirela Cabero (Guanyadora del públic) y Leklein (guanyadora de l'Eurocasting).
L'11 de febrer va ser seleccionat per a representar a Espanya al Festival d'Eurovisió 2017 en imposar-se en el programa Objetivo Eurovisión als altres cinc participants amb el seu tema Do it for your lover. Va guanyar amb 34 punts del jurat professional i 24 del televot que van sumar un total de 58. Després d'un empat amb Mirela el jurat va tornar a votar i va optar per Manel com a representant d'Espanya al festival. En acabar la votació, una part del public va xiular Manel Navarro, que els va respondre fent la botifarra. Virginia Díaz, la membre del jurat que va escollir amb el seu vot Manel Navarro com a representant d'Espanya, va lamentar la reacció dels partidaris de l'altra finalista de la gala i va assegurar que el procediment va ser just. D'altra banda, un membre del públic es va aixecar i va pegar al membre del jurat Xavi Martínez. Va quedar últim a Eurovisió.